# Ju 252 (航空機)
ユンカース Ju 252
- 用途：輸送機
- 製造者：ユンカース
- 運用者：ドイツ空軍
- 初飛行：1941年10月
- 生産数：15機

Ju 252は、第二次世界大戦時にドイツのユンカース社が開発した輸送機である。Ju 52の後継機として開発され、3発のエンジンを搭載する形式は踏襲されたものの、機体構造を近代化し主脚は完全引き込み式となり、エンジンも大幅に強化された。1941年に初飛行したが、前線ではJu 52に対する需要が強く、また本機は近代的故に機体価格が高価だったため、空軍からの大量生産発注を受けることができなかった。これを受けてユンカース社では、性能を落とす代わりに機体価格を抑えた機体（Ju 352）の開発に着手することになった。

## 概要
元々のJu 252は1938年に持たれたユンカース社とルフトハンザドイツ航空の会議で生まれた。ルフトハンザ航空はJu 52の代替となる、より優れた搭載量、座席数、航続距離、性能を持つ機体を要求し、ユンカース社は当時としては世界中でも大きな部類の35席までの与圧式キャビンを持つEF.77の設計案でこれに応じた。EF.77 はJu 52のBMW 132 星型エンジンに代わり、ユンカース Ju 88が使用していた環状ラジエター付きの3基のユモ 211Fを装着したおかげで性能が劇的に向上した。Ju 52と比較するとJu 252は搭載量が2倍（13,100 kg 対 5,600 kg）、100 km/h以上優速（440 km/h 対 305 km/h）で最大搭載時の航続距離が劇的に改善（3,980 km 対 1,300 km）された。
1941年10月に試作機の飛行準備ができた頃には戦争は進行中で、ドイツ空軍が開発を引き継いだ。初期の尾輪式降着装置のせいでJu 252は通常通りの駐機中は床が傾斜しており、荷物の積み入れが困難であった。ユンカース社はこの問題を新規開発したローディングランプで解決した先駆者であった。胴体後部下面に装備されたこの油圧作動式のローディングランプは「トラポクラッペ（Trapoklappe）」と呼ばれ、開くと尾輪を持ち上げ、大きな荷物を搬入できた。第二次世界大戦以後、あらゆる国の輸送機は首輪式の降着装置を備えるに至るが、「トラポクラッペ」のコンセプトは、輸送機の開閉可能な胴体下面パネルを形成する、ローディングランプという現在のほとんどの軍用輸送機が装備するものと同じものであった。
Ju 252はJu 52/3mよりかなりの改善が図られたが、当時は既存の生産ラインを混乱させることが許されなかった。ドイツ航空省の見解は、Ju 52/3mの代替機は、生産にあたって戦略物資の使用が最低限であり、戦闘用航空機が使用するエンジンを使わない機体でなければならないというものであった。その後ユンカース社は、Ju 252を、構造材も含めて木製に変更できる部位の調査と、ユンカース ユモ 211を軍需物資在庫のあるBMW製のブラモ 323R エンジンに換装できる可能性の調査を行うように指示され、この結果がJu 352に結びついた。Ju 252の生産は、既に完成している試作機と、既に主要部品が半完成状態にある機体分のみに縮小された。結果、Ju 352の生産へ転換するまでに完成したJu 252は、僅か15機であった。

## スペック
- 全長： 25.10 m
- 全幅： 34.09 m
- 全高： 5.75 m
- 翼面積： 122.63 m2
- 空虚重量： 13,100 kg
- 最大離陸重量： 24,000 kg
- エンジン： ユンカース ユモ 211F 液冷V型12気筒 1,340 hp × 3
- 最大速度： 439 km/h
- 巡航速度： 334 km/h
- 航続距離： 3,980 km
- 巡航高度： 6,300 m
- 上昇率： 228 m/分
- 武装
  - 7.92 mm MG 15 機関銃 × 2（側面窓）
  - 13.0 mm MG 131 機関銃 × 1（背面銃座）
- 乗員： 3名+32名